# Tjädertjärnen, Medelpad
Tjädertjärnen är en sjö i Ånge kommun i Medelpad och ingår i Ljungans huvudavrinningsområde.